# 위관급 장교
위관급 장교(尉官, 영어: Company-grade officer, (Company Officer(육군, 공군, 해병대) / Junior Officer(해군, 해안경비대)))란, 군대에서 준위, 소위, 중위, 대위를 통틀어 이르는 말이다. 주로 중위는 참모, 대위는 중대 지휘관을 맡는다. 미국 해군과 해안경비대는 이들 계급을 통틀어 하급 장교라고 부른다. 위관보다 높은 계급으로는 영관이라 한다.
대한민국 국군의 경우 70% 이상이 병역의무 이행자이며 이들은 소위로 임관한 지 3년 이내에 전역한다. 이 때문에 대한민국 국군에서는 중대장 및 소대장의 전문성 결여 문제가 지적되기도 한다.
위관급 장교의 마름모는 금강석(다이아몬드)을 상징하는 것으로, 가장 단단하면서 깨어지지 않는 특성을 초급장교로서 국가 수호의 굳건한 의지를 나타낸다.

## 같이 보기
- 장교
- 준사관